# バズ・ライトイヤー (アトラクション)
- ディズニーパーク > 東京ディズニーリゾート > 東京ディズニーランド
  - トゥモローランド > バズ・ライトイヤー (アトラクション)
  - 東京ディズニーランドのアトラクションの一覧 > バズ・ライトイヤー (アトラクション)

バズ・ライトイヤー（Buzz Lightyear）とは、世界のディズニーパークにあるディズニー映画『トイ・ストーリーシリーズ』のキャラクター「バズ・ライトイヤー」を主人公とし、同映画の世界観をモチーフとしたアトラクションシリーズである。

## このアトラクションが存在するパーク
- ディズニーランド（ディズニーランド・リゾート）
- マジック・キングダム（ウォルト・ディズニー・ワールド・リゾート）
- ディズニーランド・パーク（ディズニーランド・パリ）
- 上海ディズニーランド（上海ディズニーリゾート）

過去に存在していたパーク
- 香港ディズニーランド（香港ディズニーランド・リゾート）
- 東京ディズニーランド（東京ディズニーリゾート）

## 概要
- アトラクションごとに名称が若干異なるが、基本的なアトラクションの構成やプロットは全て共通している。ゲストは、ライドを回転できるレバーと2つの光線銃が装備された小型宇宙船型ライドに乗り込み、『トイ・ストーリー2』の冒頭の世界観をモチーフにしたコースを進みながら次々と現れるZマークの的のセンサー部分を撃ち、高得点を目指すというものである。
- 光線銃は、「スペース・レンジャー・スピン」においてはライドに固定されていて向きのみが変えられるだけであったが、その後の「アストロブラスター」「レーザーブラスト」以降は台座から取り外してゲストが手に持つことができるようになった。
- 「アストロブラスター」、「レーザーブラスト」に現れるZマークと呼ばれる標的は4種類あり、その種類により得点が異なる。命中すると、標的が特殊な光を放ち、光線銃が音とともに振動する。
- アトラクション終了時に、得点によって7段階にわけられたランクをステータスボードで確認できる。
- Qラインやアトラクションの内部に設置されているバズのオーディオアニマトロニクスの顔は、のっぺらぼうの顔に目や口の映像を写している。同じシステムを「ホーンテッドマンション」も導入している。
- カルフォルニア版では、得点がその日のゲストの上位100位以内に入っていると写真にランキングが記載される。また、上位10位以内に入ると出口付近の電光掲示板にイニシャルと共に掲示される。更にその日のトップスコアを取得するとスクリーンに顔写真が掲載される。
- なお、ディズニー・クエスト・フロリダにも同名のアトラクションが存在したが、こちらは他のディズニーパークにあるものとは内容が大きく異なっていた。詳しくは下記参照。

## 各施設紹介

### ディズニーランド
| バズ・ライトイヤーのアストロブラスター Buzz Lightyear Astro Blasters | バズ・ライトイヤーのアストロブラスター Buzz Lightyear Astro Blasters | バズ・ライトイヤーのアストロブラスター Buzz Lightyear Astro Blasters | バズ・ライトイヤーのアストロブラスター Buzz Lightyear Astro Blasters |
| -------------------------------------------------------------------- | -------------------------------------------------------------------- | -------------------------------------------------------------------- | -------------------------------------------------------------------- |
| オープン日                                                           | オープン日                                                           | 2005年3月17日                                                        | 2005年3月17日                                                        |
| スポンサー                                                           | スポンサー                                                           | なし                                                                 | なし                                                                 |
| 定員                                                                 | 定員                                                                 | 2名/1機                                                              | 2名/1機                                                              |
| 利用制限                                                             |                                                                      | 利用可能                                                             | 利用可能                                                             |
| ファストパス                                                         | ファストパス                                                         |                                                                      | ○                                                                    |
| シングルライダー                                                     | シングルライダー                                                     |                                                                      | 対象外                                                               |

バズ・ライトイヤーのアストロブラスター (Buzz Lightyear Astro Blasters) とは、マジック・キングダムの初期型を改良して導入したアトラクションである。改良型としては、東京に続いて2施設目。光線銃（アストロブラスター）が手に持てるようになり、終了後のランキング上位者のスコア表示などが追加された。

### マジック・キングダム
| バズ・ライトイヤーのスペースレンジャースピン Buzz Lightyear's Space Ranger Spin | バズ・ライトイヤーのスペースレンジャースピン Buzz Lightyear's Space Ranger Spin | バズ・ライトイヤーのスペースレンジャースピン Buzz Lightyear's Space Ranger Spin | バズ・ライトイヤーのスペースレンジャースピン Buzz Lightyear's Space Ranger Spin |
| ------------------------------------------------------------------------------- | ------------------------------------------------------------------------------- | ------------------------------------------------------------------------------- | ------------------------------------------------------------------------------- |
| オープン日                                                                      | オープン日                                                                      | 1998年11月3日                                                                   | 1998年11月3日                                                                   |
| スポンサー                                                                      | スポンサー                                                                      | なし                                                                            | なし                                                                            |
| 所要時間                                                                        | 所要時間                                                                        | 4分30秒                                                                         | 4分30秒                                                                         |
| 定員                                                                            | 定員                                                                            | 2名/1機                                                                         | 2名/1機                                                                         |
| 利用制限                                                                        |                                                                                 | 利用可能                                                                        | 利用可能                                                                        |
| ファストパス                                                                    | ファストパス                                                                    |                                                                                 | ○                                                                               |
| シングルライダー                                                                | シングルライダー                                                                |                                                                                 | 対象外                                                                          |

バズ・ライトイヤーのスペースレンジャースピン (Buzz Lightyear's Space Ranger Spin) とは、最初のバズ・ライトイヤー型アトラクションである。
同じ場所に1998年まであったデルタ航空をスポンサーとした過去から未来にわたる空の旅を体験するアトラクション、テイクフライト (Take Flight) を改造したもので、ライドのルート、レーザー光線を使ったトンネル部など、基礎的な設備はほとんどテイクフライトをそのまま流用している。基本的な構造はこのアトラクションで確立されたが、このバージョンがオープンした際には、光線銃（アストロブラスター）が台座から外れなかった。また、ライドが進むステージの順番も異なる。

### 東京ディズニーランド
| バズ・ライトイヤーのアストロブラスター Buzz Lightyear's Astro Blasters | バズ・ライトイヤーのアストロブラスター Buzz Lightyear's Astro Blasters | バズ・ライトイヤーのアストロブラスター Buzz Lightyear's Astro Blasters | バズ・ライトイヤーのアストロブラスター Buzz Lightyear's Astro Blasters |
| ---------------------------------------------------------------------- | ---------------------------------------------------------------------- | ---------------------------------------------------------------------- | ---------------------------------------------------------------------- |
| オープン日                                                             | オープン日                                                             | 2004年4月15日                                                          | 2004年4月15日                                                          |
| クローズ日                                                             | クローズ日                                                             | 2024年10月31日                                                         | 2024年10月31日                                                         |
| スポンサー                                                             | スポンサー                                                             | 富士フイルム                                                           | 富士フイルム                                                           |
| 所要時間                                                               | 所要時間                                                               | 約4分20秒                                                              | 約4分20秒                                                              |
| 定員                                                                   | 定員                                                                   | 3名/1機                                                                | 3名/1機                                                                |
| 利用制限                                                               |                                                                        | なし                                                                   | なし                                                                   |
| ファストパス                                                           | ファストパス                                                           |                                                                        | 対象外                                                                 |
| シングルライダー                                                       | シングルライダー                                                       |                                                                        | 対象外                                                                 |

バズ・ライトイヤーのアストロブラスター (Buzz Lightyear's Astro Blasters) とは、マジック・キングダムの初期型を改良して導入したアトラクションである。改良型としては最初の施設。初期型に加えて光線銃（アストロブラスター）が手に持てるようになっている。
2004年4月15日（開園21周年）に「ビジョナリアム」の跡地にオープンした。
正式の4種類のターゲットのほかにも、「隠れ20万点」が存在するとよく噂されているが、正式には存在しないことになっている。
2022年4月1日から8月31日までは、期間限定プログラム「アストロ・ヒーロータイム!」を実施。
2023年7月26日から「40周年記念プライオリティパス」を導入している。
2024年4月26日、2026年以降にディズニー映画『シュガー・ラッシュ』をテーマにしたアトラクションを導入するため、2024年10月31日にクローズすることを発表した。
そのため、7月2日から10月31日まで期間限定プログラム「バズ・ライトイヤーのアストロブラスター“コンプリート・ザ・ミッション”！」が実施された。二つの時期に分け様々なコンテンツが登場した。第一弾は「アストロ・ヒーロータイム!」(7月2日~9月18日)が実施され、第二弾ではアトラクションの思い出を記念に残せるグッズが販売されたり、トゥモローランドをはじめとしたポップコーンワゴンで「バズ・ライトイヤーのアストロブラスター“コンプリート・ザ・ミッション！”」デザインのレギュラーボックスが販売されたり、フォトロケーションがトゥモローランドに登場したり、イベント限定シールがトゥモローランドで配布されたりなどトゥモローランドを中心に「バズ・ライトイヤーのアストロブラスター“コンプリート・ザ・ミッション！」が行われた。
2024年10月31日に惜しまれながらもクローズされた。
物語ゲストはバズ・ライトイヤーと共にスペースレンジャーの一員として小型宇宙船「スペースクルーザー」に乗り、光線銃「アストロブラスター」を駆使して、宇宙の支配を企む悪の帝王ザーグと戦う!次々に出てくるZマークのターゲットを撃ち落とし、高得点を目指せ!

### ディズニーランド・パリ
| バズ・ライトイヤーのレーザーブラスト Buzz Lightyear Laser Blast | バズ・ライトイヤーのレーザーブラスト Buzz Lightyear Laser Blast | バズ・ライトイヤーのレーザーブラスト Buzz Lightyear Laser Blast | バズ・ライトイヤーのレーザーブラスト Buzz Lightyear Laser Blast |
| --------------------------------------------------------------- | --------------------------------------------------------------- | --------------------------------------------------------------- | --------------------------------------------------------------- |
| オープン日                                                      | オープン日                                                      | 2006年4月8日                                                    | 2006年4月8日                                                    |
| スポンサー                                                      | スポンサー                                                      | なし                                                            | なし                                                            |
| 所要時間                                                        | 所要時間                                                        | 約4分20秒                                                       | 約4分20秒                                                       |
| 定員                                                            | 定員                                                            | 2名/1機                                                         | 2名/1機                                                         |
| 利用制限                                                        |                                                                 | 利用可能                                                        | 利用可能                                                        |
| ファストパス                                                    | ファストパス                                                    |                                                                 | ○                                                               |
| シングルライダー                                                | シングルライダー                                                |                                                                 | 対象外                                                          |

バズ・ライトイヤーのレーザーブラスト (Buzz Lightyear Laser Blast) は、アトラクション名称が微妙に変更されているが、基本的には改良版を導入したもので、東京及びアナハイムのものと同内容。

### 香港ディズニーランド
| バズ・ライトイヤーのアストロブラスター Buzz Lightyear Astro Blasters 巴斯光年星際歷險 | バズ・ライトイヤーのアストロブラスター Buzz Lightyear Astro Blasters 巴斯光年星際歷險 | バズ・ライトイヤーのアストロブラスター Buzz Lightyear Astro Blasters 巴斯光年星際歷險 | バズ・ライトイヤーのアストロブラスター Buzz Lightyear Astro Blasters 巴斯光年星際歷險 |
| ------------------------------------------------------------------------------------- | ------------------------------------------------------------------------------------- | ------------------------------------------------------------------------------------- | ------------------------------------------------------------------------------------- |
| オープン日                                                                            | オープン日                                                                            | 2005年9月12日                                                                         | 2005年9月12日                                                                         |
| クローズ日                                                                            | クローズ日                                                                            | 2017年8月31日                                                                         | 2017年8月31日                                                                         |
| スポンサー                                                                            | スポンサー                                                                            | なし                                                                                  | なし                                                                                  |
| 所要時間                                                                              | 所要時間                                                                              | 約3分                                                                                 | 約3分                                                                                 |
| 定員                                                                                  | 定員                                                                                  | 2名/1機                                                                               | 2名/1機                                                                               |
| 利用制限                                                                              |                                                                                       | 利用可能                                                                              | 利用可能                                                                              |
| ファストパス                                                                          | ファストパス                                                                          |                                                                                       | ○                                                                                     |
| シングルライダー                                                                      | シングルライダー                                                                      |                                                                                       | 対象外                                                                                |

バズ・ライトイヤーのアストロブラスター（巴斯光年星際歷險、Buzz Lightyear Astro Blasters）は、改良版を導入したもの。パークの開園と同時にオープンしたが、アントマンをテーマとしたアトラクション『アントマン&ワスプ:ナノバトル!』建設のため2017年にクローズした。

### 上海ディズニーランド
| バズ・ライトイヤーのプラネット・レスキュー Buzz Lightyear's Planet Rescue 巴斯光年星际营救 | バズ・ライトイヤーのプラネット・レスキュー Buzz Lightyear's Planet Rescue 巴斯光年星际营救 | バズ・ライトイヤーのプラネット・レスキュー Buzz Lightyear's Planet Rescue 巴斯光年星际营救 | バズ・ライトイヤーのプラネット・レスキュー Buzz Lightyear's Planet Rescue 巴斯光年星际营救 |
| ------------------------------------------------------------------------------------------ | ------------------------------------------------------------------------------------------ | ------------------------------------------------------------------------------------------ | ------------------------------------------------------------------------------------------ |
| オープン日                                                                                 | オープン日                                                                                 | 2016年6月16日(上海ディズニーランドと同時にオープン)                                        | 2016年6月16日(上海ディズニーランドと同時にオープン)                                        |
| スポンサー                                                                                 | スポンサー                                                                                 | なし                                                                                       | なし                                                                                       |
| 所要時間                                                                                   | 所要時間                                                                                   | 約3分                                                                                      | 約3分                                                                                      |
| 定員                                                                                       | 定員                                                                                       | 2名/1機                                                                                    | 2名/1機                                                                                    |
| 利用制限                                                                                   |                                                                                            | 利用可能                                                                                   | 利用可能                                                                                   |
| ファストパス                                                                               | ファストパス                                                                               |                                                                                            | ○                                                                                          |
| シングルライダー                                                                           | シングルライダー                                                                           |                                                                                            | 対象外                                                                                     |

バズ・ライトイヤーのプラネット・レスキュー（巴斯光年星际营救、Buzz Lightyear's Planet Rescue）は、パークの開園と同時にオープンし、他のバージョンよりもより『トイ・ストーリー2』の冒頭シーンを忠実に再現している。例えば、登場する惑星やザーグのロボットは全て映画に登場するものと同じデザインである。

### ディズニー・クエスト・フロリダ
ディズニー・クエスト・フロリダにあるアトラクションバズ・ライトイヤーのアストロブラスターズは、ディズニーパークにある光線銃を使ったアトラクションとは異なり、スペースシップ型のライドに乗り込み、ライドから発射されるボールを他のライドにぶつけて競う対戦タイプのアトラクションとなっている。名称は同一ないし類似であるが、内容は全く異なる。

## Trivia
- パリ版には「ビジョナリアム」のナインアイがどこかに隠れている。